# پیتر کم
پیتر کَم (انگلیسی: Peter Kam؛ زادهٔ ۱ ژانویهٔ ۱۹۶۱) یک آهنگساز اهل هنگ کنگ است. او دانش‌آموختهٔ دانشگاه ایالتی سان فرانسیسکو است.
از فیلم‌ها یا مجموعه‌های تلویزیونی که وی در آن‌ها نقش داشته است می‌توان به اژدها، اربابان جنگ و محافظان و آدمکش‌ها اشاره نمود.